# Wo shi shei 2015
Wo shi shei 2015 – chiński komediowy film akcji w reżyserii Songa Yinxi, którego premiera odbyła się 12 czerwca 2015 roku.
W Chińskiej Republice Ludowej w ciągu trzech dni od premiery film uplasował się na piątym miejscu wyświetlanych filmów w tym kraju, zarobił 3 350 000 renminbi (540 000 dolarów amerykańskich).

## Obsada
Źródło: CBO

- Wang Haixiang
- Yao Xingtong
- Zhang Lanxin
- Yu Rongguang
- Ken Lo
- Yang Zheng
- Tony Ho